# Jerzy Gregołajtys
Jerzy Wiktor Gregołajtys (12 settembre 1911 – Londra, 27 dicembre 1978) è stato un cestista polacco.

## Carriera
Ha disputato i Campionati europei del 1939 con la Polonia, vincendo la medaglia di bronzo.